# Алуминијум оксид
Алуминијум оксид (23) је неорганско хемијско једињење алуминијума које се јавља у две модификације:
- (корунд) је постојанија модификација, која се одликује великом тврдоћом (9 степени у Мосовој скали. Његова температура топљења износи 2040 °C, а температура кључања 3300 °C. Добро проводи топлоту, отпоран је на дејство хемијских супстанција, не раствара се у киселинама. Настаје услед пржења на 1000 °C модификације γ.
- је бели прах нерастворљив у води а растворљив у јаким киселинама. Добија се пржењем алуминијум хидроксида. Има амфотерне особине. Из њега се електрохемијском методом добија метални алуминијум.

Алуминијум оксид је главни састојак боксита најважније руде алуминијума.
Његов алаун се користе као абразив код шмиргл папира.

## Особине
| Особина                  | Вредност |
| ------------------------ | -------- |
| Партициони коефицијент ( | 0,0      |
| Растворљивост (logS, log(mol/L))        | 2,2      |
| Поларна површина (PSA, Å²)  | 170,6    |